# Hazrati Sultan (huyện)
Hazrati Sultan là một huyện thuộc tỉnh Samangan, Afghanistan. Dân số thời điểm năm 1999 là 33,99 người.